# Kosmaczek łąkowy
Kosmaczek łąkowy, jastrzębiec łąkowy (Pilosella caespitosa (Dumort.) P.D.Sell & C.West) – gatunek rośliny należącej do rodziny astrowatych (Asteraceae). Występuje w Europie i Azji na obszarze od Francji po Syberię i Kaukaz. W Polsce jest dość częsty na niżu, zwłaszcza w jego południowo-zachodniej części.

## Morfologia
ŁodygaWzniesiona, pusta, nierozgałęziona i pokryta miękkimi włoskami, 30–80 cm wysokości, z długimi nadziemnymi rozłogami.
LiścieW liczbie 2–4 zebrane w dolnej części łodygi, zielone całobrzegie, eliptyczne, nieco skórkowate, skąpo owłosione miękkimi i prostymi włoskami szczeciniastymi.
KwiatyJęzyczkowate, jaskrawożółte, zebrane w koszyczkach tworzą skupiony kwiatostan, z odsuniętą dolną gałązką.

## Biologia i ekologia
Bylina. Kwitnie od maja do czerwca. Porasta łąki, murawy, torfowiska niskie, zarośla i skraje lasów.